# Sorbisches Kulturlexikon
Sorbisches Kulturlexikon (нем. — „лужичкосрпска културна енциклопедија”) културно-историјска је енциклопедија Лужичких Срба на немачком језику, издата у Бауцену 2014. године.
Стварање такве публикације било је разматрано већ након 1945. године, али је тек почетком 21. века Лужичкосрпски институт одлучио да објави енциклопедију. Рад на енциклопедији трајао је десет година. Према уводу, енциклопедија би требало да „систематски представља тренутно стање знања о култури, историји и језику Лужичких Срба“. По броју чланака она далеко надилази малу енциклопедију времена НДР: „Sorben—Serbja. Ein kleines Lexikon.” (Bautzen, 1989). Међу 83 аутора су слависти, сорабисти, научници других дисциплина, новинари и друштвени радници. 75% чланака су написали радници Лужичкосрпског института.
Текстови чланака садрже белешке ка другим чланцима. На крају чланака се налази списак коришћене литературе, који се састоји од специјализованих публикација. На крају енциклопедије дат је индекс имена (у немачким и лужичкосрпским варијантама), географски индекс (у немачким и лужичкосрпским варијантама) и индекс појединачних чланака (на пример, Sorben, Literatur, Music).
Садржи 230 чланака, преко 700 илустрација.